# Saison 2015-2016 de la LNHF
Saison suivante
La saison 2015-2016 est la toute première saison de la Ligue nationale de hockey féminin (LNHF). La saison régulière voit quatre équipes jouer 18 parties. 
Les Pride de Boston sont les premières à remporter la Coupe Isobel à l'issue des séries éliminatoires.

## Contexte
La LNHF tient une série de camps d'entrainements au sein de plusieurs villes canadiennes puis un camp d'entrainement à destination de joueuses européennes à Boston, durant l'été 2015. Ces différentes rencontres permettent de sélectionner et assembler les différentes équipes pour cette première saison. De plus, le premier repêchage d'entrée dans la ligue est tenue le 22 juin 2015 afin de sélectionner des joueuses universitaires pour l'année suivante.

## Saison régulière
| Clt   | Équipe               | PJ | V  | D  | DP | DF | BP | BC | Diff | Pts |
| ----- | -------------------- | -- | -- | -- | -- | -- | -- | -- | ---- | --- |
| +001, | Pride de Boston      | 18 | 14 | 3  | 1  | 0  | 75 | 39 | + 36 | 29  |
| +002, | Whale du Connecticut | 18 | 13 | 5  | 0  | 0  | 61 | 51 | +10  | 26  |
| +003, | Beauts de Buffalo    | 18 | 5  | 9  | 4  | 2  | 56 | 66 | - 10 | 14  |
| +004, | Riveters de New York | 18 | 4  | 12 | 2  | 1  | 40 | 76 | - 36 | 10  |

- En gras : vainqueur de la saison régulière, qualifié pour la Coupe Isobel
- En italique : qualifié pour la Coupe Isobel

### Statistiques

#### Meilleures pointeuses
| Joueuse              | Équipe               | PJ | B  | A  | Pts | Pun |
| -------------------- | -------------------- | -- | -- | -- | --- | --- |
| Hilary Knight        | Pride de Boston      | 17 | 15 | 18 | 33  | 8   |
| Brianna Decker       | Pride de Boston      | 17 | 14 | 15 | 29  | 16  |
| Kelli Stack          | Whale du Connecticut | 17 | 8  | 14 | 22  | 24  |
| Kelly Babstock (en)  | Whale du Connecticut | 18 | 9  | 13 | 22  | 24  |
| Kelley Steadman (en) | Beauts de Buffalo    | 13 | 13 | 7  | 20  | 16  |

#### Meilleures gardiennes
Ci-après les meilleures gardiennes de la saison régulière ayant joué au moins 300 minutes.
| Gardienne               | Équipe(s)            | PJ | V  | D | Pr. | Min | BC | Moy  | %Arr | Bl |
| ----------------------- | -------------------- | -- | -- | - | --- | --- | -- | ---- | ---- | -- |
| Brittany Ott (en)       | Pride de Boston      | 18 | 12 | 2 | 0   | 901 | 29 | 1,93 | 92,6 | 1  |
| Jaimie Leonoff (en)     | Whale du Connecticut | 15 | 7  | 3 | 0   | 605 | 28 | 2,78 | 93,6 | 0  |
| Nicole Stock (en)       | Whale du Connecticut | 18 | 3  | 2 | 0   | 300 | 15 | 3,00 | 92,6 | 0  |
| Brianne Mclaughlin (en) | Beauts de Buffalo    | 18 | 3  | 7 | 0   | 785 | 42 | 3,21 | 90,4 | 0  |
| Nana Fujimoto (en)      | Riveters de New York | 16 | 4  | 8 | 0   | 694 | 40 | 3,46 | 91,4 | 0  |

## Matchs des étoiles
Cette première édition s'est déroulée le 24 janvier 2016, dans la patinoire des Beauts à Buffalo, dans l'État de New York. 
Les capitaines des deux équipes sont Hilary Knight, jouant pour le Pride de Boston et Emily Pfalzer, capitaine des Beauts de Buffalo.

## Séries éliminatoires
Chaque série se joue au meilleur des trois matchs, c'est-à-dire qu'une équipe doit remporter au moins deux matchs pour être considérée comme vainqueur. Si la même équipe remporte les deux premières rencontres, le troisième match n'est pas joué.

### Tableau
|  | Demi-finales (au meilleur des trois matchs) | Demi-finales (au meilleur des trois matchs) | Demi-finales (au meilleur des trois matchs) | Demi-finales (au meilleur des trois matchs) |   |        | Finale de la Coupe Isobel (au meilleur des trois matchs) | Finale de la Coupe Isobel (au meilleur des trois matchs) | Finale de la Coupe Isobel (au meilleur des trois matchs) | Finale de la Coupe Isobel (au meilleur des trois matchs) |
|  |                                             |                                             |                                             |                                             |   |        |                                                          |                                                          |                                                          |                                                          |
|  |                                             |                                             |                                             |                                             |   |        |                                                          |                                                          |                                                          |                                                          |
|  | 1                                           | Boston                                      | 2                                           | 2                                           |   |        |                                                          |                                                          |                                                          |                                                          |
|  | 1                                           | Boston                                      | 2                                           | 2                                           |   |        |                                                          |                                                          |                                                          |                                                          |
|  | 4                                           | New York                                    | 0                                           | 0                                           |   |        |                                                          |                                                          |                                                          |                                                          |
|  | 4                                           | New York                                    | 0                                           | 0                                           | 4 | Boston | 2                                                        | 2                                                        |                                                          |                                                          |
|  |                                             |                                             |                                             |                                             | 4 | Boston | 2                                                        | 2                                                        |                                                          |                                                          |
|  |                                             |                                             | 2                                           | Buffalo                                     | 0 | 0      |                                                          |                                                          |                                                          |                                                          |
|  | 2                                           | Buffalo                                     | 2                                           | Buffalo                                     | 0 | 0      | 2                                                        | 2                                                        |                                                          |                                                          |
|  | 2                                           | Buffalo                                     |                                             |                                             |   |        |                                                          | 2                                                        |                                                          |                                                          |
|  | 3                                           | Connecticut                                 | 1                                           | 1                                           |   |        |                                                          |                                                          |                                                          |                                                          |
|  | 3                                           | Connecticut                                 | 1                                           | 1                                           |   |        |                                                          |                                                          |                                                          |                                                          |

### Finale
| 12 mars 2016 | Pride de Boston | 3-1 (1-0, 0-0, 2-1) | Beauts de Buffalo | Barnabus Health Hockey House |

| Feuille de match | Feuille de match                                                                                             | Feuille de match | Feuille de match                   | Feuille de match |
| ---------------- | --- | ---------------- | ---------------------------------- | ---------------- |
|                  | Decker (Bellamy, Bolden) — 11 min 52 s - Decker (Knight) — 9 min 17 s Knight (Decker, Smelker) — 11 min 44 s | 1-0 0-0 2-1      | - Zach (Bozek, Bram) — 19 min 23 s |                  |
| Brittany Ott     | Gardiens | Brian Mclaughlin |                                    |                  |
| 10 min           | Pénalités | 4 min            |                                    |                  |
| 36               | Tirs | 31               |                                    |                  |

## Effectif champion
L'effectif de Boston déclaré champion de la Coupe Isobel est le suivant :
- Gardiennes de but : Kelsie Fralick, Brittany Ott, Lauren Slebodnick
- Défenseures : Kacey Bellamy, Blake Bolden, Alyssa Gagliardi, Marissa Gedman, Gigi Marvin
- Attaquantes : Corinne Buie, Kelly Cooke, Jillian Dempsey, Emily Field, Denna Laing, Rachel Llanes, Jordan Smelker, Brianna Decker, Zoe Hickel, Hilary Knight, Amanda Pelkey
- Entraîneur : Bobby Jay

## Récompenses
| Trophée                                                        | Vainqueur                        |
| -------------------------------------------------------------- | -------------------------------- |
| Most Valuable Player Joueuse la plus Utile                     | Brianna Decker (Pride de Boston) |
| Gardienne de l'année                                           | Brittany Ott (Pride de Boston)   |
| Défenseure de l'année                                          | Gigi Marvin (Pride de Boston)    |
| Perseverance Award Persévérance, esprit sportif et implication | Denna Laing (Pride de Boston)    |
| Meilleure pointeuse                                            | Hilary Knight (Pride de Boston)  |
| Fondation LNHF Implication dans la communauté                  | Denna Laing, (Pride de Boston)   |

| Trophée                           | Équipe          |
| --------------------------------- | --------------- |
| Vainqueur saison régulière        | Pride de Boston |
| Coupe Isobel Vainqueur des séries | Pride de Boston |